# Sary Levy
Sary Levy-Carciente (Caracas, Venezuela, 15 de mayo de 1961) es una economista venezolana. Es profesora titular de la facultad de Ciencias Económicas y Sociales de la Universidad Central de Venezuela (UCV).

## Educación
Estudió primaria y bachillerato en el Colegio Moral y Luces Herzl Bialik. Levy-Carciente obtuvo su grado en Economía en la UCV (1984), Especialidad en Ciencias Administrativas, Mención Informática (1987), Maestría en Economía Internacional (1995) y Doctorado en Estudios del Desarrollo (CENDES-UCV, 2003).

## Carrera académica
Secretario de la Academia Nacional de Ciencias Económicas (2016- ). Integrante del Comité Científico del International Institute of Advanced Economic and Social Studies, Italia (2007-). Integrante del Comité Académico del Centro de Divulgación de Conocimiento Científico, CEDICE (2007-). Responsable de Investigación en Asuntos Internacionales del IIES--UCV (1999-2008). Profesor Titular de la Facultad de Ciencias Económicas y Sociales (FaCES-UCV). Miembro de los Comités Editoriales de Revista Venezolana de Análisis de Coyuntura (FaCES-UCV), Perfil de Coyuntura Económica Archivado el 12 de abril de 2016 en Wayback Machine. (Universidad de Antioquia, Colombia), revista La Finanza (Italia) y revista Anales Americanistas (España). Invitada Visitante del Departamento de Economía de Massachusetts, en Amherst, EUA (2000-2001). Ha sido asesora económica y financiera de empresas públicas y privadas.
Entre sus numerosas publicaciones se pueden destacar los siguientes libros, capítulos y monografías: Descifrando el Colapso. La Teoría de Redes y el Análisis Financiero (Edit. La Hoja del Norte, Cyngular), Un Siglo de Pánico (Random House Mondadori, Grijalbo), Financial Innovations, Endogenous Money and Crises: A Schumpeter’s Insight (IIAESS, Viterbo-Italia), Inestabilidad Financiera: Estudio sobre la Irregularidad y la Dinámica (FaCES-UCV, Caracas),  Los Fondos Mutuales y los Sistemas Financieros (FaCES-UCV y Tropykos, Caracas), Apuntes de Teoría Monetaria e Instituciones Financieras (FaCES-UCV, Caracas) y Las crisis financieras del siglo XX (Banco Central de Venezuela). Levy-Carciente ha escrito diversos artículos para revistas especializadas y ha participado como ponente en eventos académicos nacionales e internacionales.

## Publicaciones destacadas
- Levy-Carciente S. (1999) Los fondos mutuales y los sistemas financieros. Caracas: Facultad de Ciencias Económicas y Sociales, Universidad Central de Venezuela y Fondo Editorial Tropykos.[4]
- Levy-Carciente S. (2009) A Century of Panic. Financial Crises of the 20th Century Caracas: Random House Mondadori y Grijalbo.[5]
- Levy-Carciente S. (2011) Inestabilidad Financiera: Estudio sobre la Irregularidad y la Dinámica. Editorial Académica Española.[6]
- Levy-Carciente S. (2013) “Banca Central y sus políticas en la Venezuela del Socialismo del siglo XXI” en Coloquio ‘Alberto Adriani’ sobre política económica en tiempos de cambio. Pp131-147. Caracas. Academia Nacional de Ciencias Económicas.[7]
- Levy-Carciente S, M. Phelan, J. Perdomo (2014) “From Progress to Happiness: Measurements for Latin America” Social Change Review, Summer 2014, Vol. 12: 73-112.[8]
- Levy-Carciente S, D.Y. Kenett, A. Avakian, H.E. Stanley, S. Havlin (2015) “Dynamical macroprudential stress testing using network theory” Journal of Banking & Finance Vol.59:164–181.[9]
- Majdandzi A., L. A. Braunstein, Ch. Curme, I. Vodenska, S. Levy-Carciente, H. E. Stanley & Sh. Havlin (2016)“Multiple tipping points and optimal repairing in interacting networks” Nature Communications 7:10850.[10]
- Levy-Carciente S. (2016) Descifrando el Colapso. La Teoría de Redes y el Análisis Financiero. Caracas: Ed. La Hoja del Norte, Cyngular.[11]

## Gestión universitaria
Decana de Ciencias Económicas y Sociales, UCV (2008-2011). Coordinadora de Investigaciones de Ciencias Económicas y Sociales, UCV (2004-2008). Directora del Instituto de Investigaciones Económicas y Sociales de (2004-2008). Vicepresidenta de Promoción de Recursos de Jubilaciones y Pensiones del Personal Docente y de Investigación de  (2007-2008).

## Vida familiar
Su hijo, Erick S. Kusnir es ingeniero geofísico egresado de la UCV.

## Premios y reconocimientos
- Visiting scholar del Departamento de Economía de la Universidad de Massachusetts, UMASS-Amherst 2000-2001.
- Ganadora de Beca Investigación Fulbright e Investigadora visitante del Centro de Estudios en Polímeros del Departamento de Física de la Universidad Boston, MA-EUA (2013-2014).
- Individuo de Número de la Academia de Nacional de Ciencias Económicas de Venezuela (incorporada desde el 4 de marzo de 2015)[12]